# Villa Victoria
Villa Victoria è un comune del Messico, situato nello stato di Messico.